# Lise Legrand
Lise Legrand (nacida como Lise Golliot en Boulogne-sur-Mer, 4 de septiembre de 1976) es una deportista francesa que compitió en lucha libre.
Participó en dos Juegos Olímpicos de Verano, obteniendo una medalla de bronce en Atenas 2004 y el quinto lugar en Pekín 2008.
Ganó 4 medallas en el Campeonato Mundial de Lucha entre los años 1995 y 2002, y 10 medallas en el Campeonato Europeo de Lucha entre los años 1996 y 2008.

## Palmarés internacional
| Juegos Olímpicos   | Juegos Olímpicos           | Juegos Olímpicos  | Juegos Olímpicos |
| Año                | Lugar                      | Medalla           | Categoría        |
| ------------------ | -------------------------- | ----------------- | ---------------- |
| 2004               | Atenas (Grecia)            | Medalla de bronce | 63 kg            |
| Campeonato Mundial |                            |                   |                  |
| Año                | Lugar                      | Medalla           | Categoría        |
| 1995               | Moscú (Rusia)              | Medalla de oro    | 70 kg            |
| 1996               | Sofía (Bulgaria)           | Medalla de bronce | 70 kg            |
| 1997               | Clermont-Ferrand (Francia) | Medalla de oro    | 62 kg            |
| 2002               | Calcis (Grecia)            | Medalla de plata  | 67 kg            |
| Campeonato Europeo |                            |                   |                  |
| Año                | Lugar                      | Medalla           | Categoría        |
| 1996               | Oslo (Noruega)             | Medalla de bronce | 70 kg            |
| 1997               | Varsovia (Polonia)         | Medalla de bronce | 62 kg            |
| 1999               | Götzis (Austria)           | Medalla de oro    | 68 kg            |
| 2000               | Budapest (Hungría)         | Medalla de oro    | 68 kg            |
| 2001               | Budapest (Hungría)         | Medalla de plata  | 68 kg            |
| 2002               | Seinäjoki (Finlandia)      | Medalla de oro    | 67 kg            |
| 2003               | Riga (Letonia)             | Medalla de oro    | 67 kg            |
| 2004               | Haparanda (Suecia)         | Medalla de plata  | 67 kg            |
| 2005               | Varna (Bulgaria)           | Medalla de bronce | 67 kg            |
| 2008               | Tampere (Finlandia)        | Medalla de bronce | 67 kg            |